# 浙江大学求是高等研究院
浙江大学求是高等研究院是浙江大学的一个直属科研机构，成立于2006年10月。它是在香港企业家、浙大资深学长查济民名誉博士和刘璧如女士的支持和推动下成立的。
2006年底，香港科技大学原校长朱经武、美国加州大学罗氏达蒙讲座教授简悦威、美国Intel公司前高级副总裁和制造事业部总经理周尚林出任浙大最高学术职位——查氏讲座教授，并轮值担任求是高等研究院主席一职。

## 研究方向
主要研究的内容有：
- 系统设计
- 人-机界面设计
- 数据处理
- 实验
- 应用开发